# Michael Bendetti
 (octobre 2013).
Si vous disposez d'ouvrages ou d'articles de référence ou si vous connaissez des sites web de qualité traitant du thème abordé ici, merci de compléter l'article en donnant les références utiles à sa vérifiabilité et en les liant à la section « Notes et références ».
Michael Christian Bendetti (né le 21 août 1967 à Long Beach en Californie) est un acteur et producteur de cinéma américain.
Il a été particulièrement actif dans les années 1980 et 1990 au cinéma et à la télévision. Il est connu principalement pour son rôle de l'officier Anthony « Mac » McCann dans la cinquième et dernière saison de la série télévisée 21 Jump Street.

## Biographie
Son goût pour le théâtre se révèle à lui alors qu'il participe en tant que comédien à une pièce de théâtre au lycée[réf. souhaitée]. Il suit ensuite des cours de comédie dans une école de New York et de Los Angeles. Son premier long métrage est un rôle dans la comédie Un Hôtel Fou, Fou, Fou! en 1988. Cette même année, il apparait dans le téléfilm La Vengeance de l'héritière (Lady Mobster) et joue dans la dernière saison du feuilleton 21 Jump Street de Stephen J. Cannell.
Il joue ensuite dans le film d'horreur La main des ténèbres  en 1992. Il apparait également dans la série télévisée Alerte à Malibu, Docteur Doogie, Mes deux papas, Red Shoe Diaries, The Monroes, ou encore dans les téléfilms Le grand tremblement de terre de Los Angeles et Amanda & the Alien. Il participe à quelques émissions de télévision : Into the Night et The Joan Rivers Show en 1991. Il est producteur pour les films Un couple d'enfer en 1998 et La Prise de Beverly Hills en 1991.

## Filmographie

### Comme acteur

#### Cinéma
- 1988 : Dans les griffes de la mafia (Lady Mobster) de John Llewellyn : Nick jeune (Nicholas)
- 1988 : Un Hôtel Fou, Fou, Fou! (Screwball Hotel) de Rafal Zielinski : Mike
- 1990 : Le grand tremblement de terre de Los Angeles, également intitulé Séisme (The Big One: The Great Los Angeles Earthquake) : Tim Bradley
- 1992 : La main des ténèbres (Netherworld) de David Schmoeller : Corey Thornton
- 1995 : Amanda & the Alien de   Jon Kroll : Charlie Nobles
- 2000 : Red Shoe Diaries : Michael (segment Luscious Lola)

#### Télévision
- 1989 : Mes deux papas (My Two Dads) – Love and Learn (Saison 3, Episode 3) : Kevin O'Neill
- 1990 : Docteur Doogie (Doogie Howser, M.D.) – Doogenstein (Saison 2, Episode 1) : Michael Leonetti
- 1990-1991 : 21 Jump Street (Saison 5) : Officier Tony « Mac » McCann
- 1992 : Alerte à Malibu (Baywatch) – La chasse au trésor (The Lost Treasure of Tower 12) (Saison 2, Épisode 19) : Ian
- 1994 : Red Shoe Diaries - Luscious Lola (Saison 3, Épisode 11) : Michael Sims
- 1995 : The Monroes - Émission Control (Saison 1, Épisode 4) - Rites of Passage (Saison 1, Épisode 6) : Hunter

#### Émissions de télévision
- 1990 : Into the Night (Saison 1, Épisode 90)
- 1991 : Into the Night (Saison 1, Épisode 161)
- 1991 : The Joan Rivers Show (Saison 2, Épisode 119)

### Comme producteur
- 1991 : La Prise de Beverly Hills (The Taking of Beverly Hills) (production assistant)
- 1998 : Un couple d'enfer (Between the Sheets) (executive producer)